# Ilidua Douro (Ort)
Ilidua Douro ist ein Ort auf der südostasiatischen Insel Atauro, die zu Osttimor gehört.

## Geographie und Einrichtungen
Ilidua Douro befindet sich äußersten Südwesten des Sucos Biqueli (Gemeinde Atauro) auf einer Meereshöhe von 208 m, knapp einen Kilometer vom Meer entfernt. Der Ort liegt im Süden der Aldeia Ilidua Douro, zu der auch die weiter nördlich gelegenen Dörfer Vatuo und Iliana gehören. Eine Straße verbindet das Dorf Ilidua Douro mit dem südlich gelegenen Arlo, Pala parte foho im Südosten und Douro im Nordosten. Bis 2015 gehörte Ilidua Douro noch zum Suco Beloi.
In Ilidua Douro befinden sich eine evangelische Kirche und das Haus des Chefe de Aldeia.